# Martiniano Ferreira Botelho
Martiniano José Ferreira Botelho (Vila Pouca de Aguiar, 13 de Janeiro de 1853 — Soutelo de Aguiar, 26 de Outubro de 1939) foi um médico, farmacêutico e político português, senhor da Casa do Condado dos Ferreira Botelho, onde nasceu. A sua tese de Doutoramento da Escola Médico-Cirúrgica de Lisboa, foi sobre as águas de Vidago: "Breve estudo sobre as águas alcalino-gazósas das Pedras Salgadas", e encontra-se disponível na Biblioteca Nacional Digital
Foi presidente da Câmara Municipal de Vila Pouca de Aguiar, reconhecido benemérito e Republicano convicto.

## Sinopse de uma vida
Martiniano Ferreira Botelho, para além de exercer medicina, principalmente no Hospital de Vila Real distinguiu-se também como político. Em 2 de Janeiro de 1918 tomou posse como presidente da Câmara Municipal de Vila Pouca de Aguiar até 7 de Agosto de 1918, data em que pediu exoneração do cargo por motivo de doença. Voltou a tomar posse, como presidente, em 24 de Julho de 1926 até 22 de Agosto de 1933.
Casou por duas vezes e foi pai de 7 filhos: Idalina Ferreira Botelho e Ernestina Ferreira Botelho (ambas do primeiro casamento), Maria Palmira Lameirão Ferreira Botelho, Hermínio José Lameirão Ferreira Botelho, Maria Alzira Lameirão Ferreira Botelho, Albino Ângelo Lameirão Ferreira Botelho e Deolinda Lameirão Ferreira Botelho de Carvalho (estes últimos do segundo casamento). Faleceu em Soutelo de Aguiar aos 86 anos e encontra-se sepultado no jazigo que ele próprio mandou construir, no cemitério de local.

### O benemérito
Do título Ferreiras Botelho e do seu altruísmo, destaca-se entre outras, a doação à população dos terrenos para a actual Praça ou (mercado) bem como do matadouro municipal e mina de água. O seu carácter humanista revelou-se por consultar gratuitamente os pacientes mais carenciados. Da casa grande de Soutelo de Aguiar onde também viveu exerceu Farmacologia. Martiniano Ferreira Botelho é avô paterno de Carlos Botelho.
A antiga Casa do Condado, que poderá ter estado na origem da vila aguiarense, transformada em Museu Municipal, é património cultural, e desenvolve actividade educativa, museológica e etnográfica. É um dos ex-líbris arquitectónicos da sede de concelho, que foi requalificado, mantendo a face original e apto com equipamentos de vanguarda, abre as suas portas, para mostrar, em grande parte, a história do município de Vila Pouca de Aguiar.
O Museu Municipal de Vila Pouca de Aguiar integra a Rede de Turismo Cultural Galaico – Portuguesa.

## Exposição Presidentes entre 1900 a 1974
O Município de Vila Pouca de Aguiar, em Junho de 2009, promoveu em homenagem retrospectiva, uma exposição foto-documental "Presidentes entre 1900 e 1974" nas instalações da Biblioteca Municipal, com particular relevo para a obra e legado de Martiniano Ferreira Botelho, nos "conturbados anos do início do "século XX" como referiu o presidente em exercício Domingos Dias. Dos filhos sobrevivos de Martiniano Botelho, encontrou-se Albino Ângelo Botelho presente no evento e Maria Palmira Botelho a residirem respectivamente em Chaves e Seixo. O evento foi assinalado com a presença de convidados e uma banda musical para gáudio dos presentes.